# Gökhan Zan
Gökhan Zan (ur. 7 września 1981 w Antiochii) – turecki piłkarz występujący na pozycji obrońcy.